# 汉川郡
汉川郡，中国隋朝时设置的郡。
大业三年（607年）改梁州置，治所在南郑县（今陕西省汉中市）。辖境相当今陕西省汉中市所辖地区大部（除略阳县、宁强县外）、四川省南江县及旺苍县东部。唐朝武德元年（618年）复改梁州。